# Doug Dorst

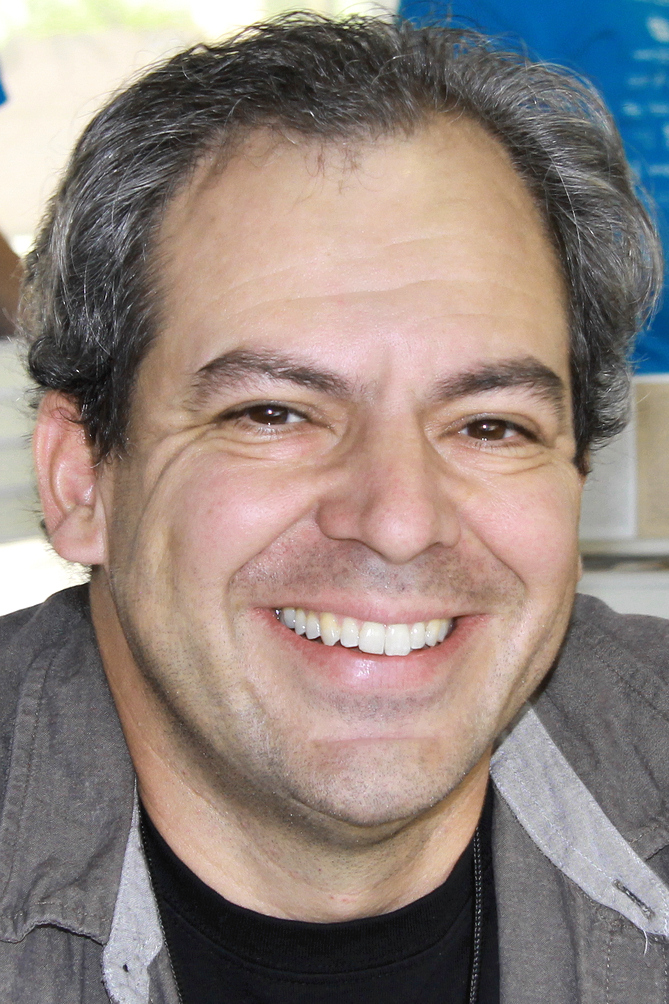
Doug Dorst auf dem Texas Book Festival (2014)

Doug Dorst ist ein amerikanischer Autor von Romanen, Kurzgeschichten und Dozent für kreatives Schreiben. Dorst ist Absolvent des Iowa Writers’ Workshop und der Stegner Fellowship an der Stanford University. Er lehrt derzeit am MFA Programm für kreatives Schreiben an der Texas State University in San Marcos.
Dorst ist Autor des Romans Alive in Necropolis, mit dem er 2008 den zweiten Platz des Hemingway Fundation/PEN Award gewann. Ebenfalls ausgezeichnet wurde er mit dem Emperor Norton Award und in die One City One Book Selection 2009 der Stadt San Francisco aufgenommen. Seine Sammlung The Surf Guru wurde ebenfalls positiv rezensiert und in die Auswahl für den Frank O'Connor Short Story Award aufgenommen.
Im Oktober 2013 veröffentlichte er sein bislang größtes Projekt mit dem Roman S. (dt. S. – Das Schiff des Theseus), den er in Zusammenarbeit mit Hollywood-Regisseur J. J. Abrams veröffentlichte.
Für die 2017 von Amazon-Video veröffentlichte Serie Z: The Beginning of Everything war Dorst als Autor diverser Folgen tätig. Für die Folge Die Abrechnung erhielt er einen Credit als Drehbuchautor.
Dorst ist ein dreifacher Jeopardy!-Gewinner und hat am Jeopardy! Tournament of Champions teilgenommen.

## Werke
- Alive in Necropolis, Riverhead books, 2009, ISBN 978-1-59448-382-0
- The Surf Guru, Riverhead books, 2011, ISBN 978-1-59448-522-0
- S. Hrsg. mit J. J. Abrams, Canongate books, 2013, ISBN 978-0-85786-477-2
- S. – Das Schiff des Theseus Hrsg. mit J. J. Abrams, aus dem Englischen von Tobias Schnettler und Bert Schröder, Kiepenheuer und Witsch, Köln 2015, ISBN 978-3-462-04726-4